# جان آتسوشی وادا
جان آتسوشی وادا (انگلیسی: Juhn Atsushi Wada؛ ‏ ۲۸ مارس ۱۹۲۴ – ۲۲ آوریل ۲۰۲۳) پژوهشگر و عصب‌شناس ژاپنی-کانادایی بود که پژوهش‌های مهمی در زمینهٔ صرع و بررسی عدم تقارن مغز انجام داد که شامل تست وادا برای تقسیم‌بندی وظایف مغز در زمینهٔ عملکرد زبانی و تکلم هم می‌گردد. آزمون وادا همچنان معیار طلایی برای تعیین چپ‌مغزی یا راست‌مغزی است و قبل از جراحی صرع در سراسر جهان انجام می‌شود. وی استاد گروه روان‌پزشکی و علوم اعصاب در دانشکده پزشکی دانشگاه بریتیش کلمبیا بود و سرویراستار ۱۱ کتاب و نویسندهٔ بیش از ۳۰۰ مقاله دانشگاهی دربارهٔ تقسیم‌بندی وظایف مغز، زیست‌عصب‌شناسی صرع و انگیزش است.
وی همچنین برندهٔ جوایزی همچون نشان افسری کانادا شده است.